# Cara-pintada
Cara-pintada (nome científico: Phylloscartes ceciliae) é uma espécie de ave da família dos tiranídeos. É uma espécie endêmica do Brasil, encontrada apenas na região nordeste do país, especialmente no estado de Alagoas. O nome da espécie é uma homenagem à primatóloga Cecília Torres de Assumpção.